# Shantae
Shantae es un videojuego de plataformas creado en el año 2002 por Matt Bozon para el sistema Game Boy Color. Fue producido por WayForward Technologies y distribuido por la compañía Capcom. El juego no tuvo mucho éxito cuando fue originalmente lanzado ya que fue producido un año después del lanzamiento de la Game Boy Advance, aunque era posible jugarlo sobre esta consola, con contenido exclusivo. A pesar de esto, el juego recibió críticas muy positivas.
Una secuela, Shantae: Risky's Revenge, fue lanzado en el DSiWare en 2010, y una conversión iOS de esta fue lanzada en 2011 y después una conversión para Steam en 2014, para PS4 XBOX Nintendo Switch.
Otra secuela, Shantae and the Pirate's Curse, fue lanzada en 2014 para la Nintendo 3DS, la Wii U y PC, y posteriormente en Nintendo Switch, PS4 y XBOX.
Un cuarto episodio, Shantae: Half-Genie Hero, lanzado en 2016 WiiU, PC, PS3, 360,  Nintendo Switch, PS4 y XBOX.
Un quinto episodio, Shantae and the Seven Sirens, fue lanzado para iPad y iPhone en 2019 y después una conversión para Nintendo Switch, PC, PS4 y XBOX en 2020.

## Argumento
La historia del juego se enfoca en una semi-genio llamada Shantae. Su trabajo es ser un guardián genio de una pequeña ciudad de pescadores, y su vida es bastante tranquila. Esto cambia cuando un grupo de piratas, liderado por la siniestra Risky Boots, ataca a la ciudad.
Shantae rápidamente se encuentra viajando por todo el mundo, determinada para frustrar el malvado plan de Risky.

## Personajes
- Shantae: Es la protagonista, una joven semi-genio encargada de proteger el puerto de pescadores de Scuttle Town. Es joven y bastante ingenua, pero su sentido desarrollado de la justicia la impulsa en la aventura. Su principal medio de defensa es su cabellera mágica que puede utilizar como látigo. Además, puede convertirse en varias criaturas (un mono, un elefante, una araña y una arpía) con danzas mágicas. Como no fue capaz de proteger Scuttle Town, Shantae piensa que es su deber encontrar Risky y recuperar el motor de vapor robado.

- Risky Boots: La infame pirata y la némesis de Shantae, se conoce a través de Sequin Land para su inclinación para la riqueza, el poder y todas las cosas brillantes. Se autoproclama "Reina de las siete mares" y va a combatir y robar todos los que cuestionan esto. Risky es una villana con capacidades y suerte que habitualmente son las de héroes. Competente, dominante y homicida, Risky no tiene ninguna vergüenza en tomar lo que quería tener, dirige un ejército infinito de Tinkerbats que obedecen sin cuestionar, construyendo armas de guerra y recuperando los recursos necesarios para sus maquinaciones.

- Tinkerbats: Los Tinkerbats son el silencioso ejército de Risky. No son realmente una amenaza cuando se encuentran solos, y por esta razón asaltan en general en grupos de dos o tres. Son inteligentes y talentosos, pero caprichosos y no comunicativos. Su lealtad no tiene límites, y como robots, sólo constituyen una extensión de la voluntad de Risky. No se sabe dónde Risky recoge este ejército.

- Mimic: El viejo tío Mimic es un cazador de tesoros... un grupo de exploradores que proban acercarse del porvenir buscando los secretos del pasado. Mimic es lo que se acerca más de una familia para Shantae. Vive en su taller de Scuttle Town, donde conserva cientos de reliquias antiguas. Los habitantes suelen ser escépticos y fríos con los cazadores de tesoros (y los genios), por esta razón él y Shantae se llevan bien. Shantae piensa que Mimic es su proyecto, y no quiere aceptar que él se envejece, perezoso y confortable. Aunque a veces le pone los nervios de punta, Mimic se preocupa realmente de Shantae y proba hacer su posible para protegerla. Aunque Shantae no lo sabe, Mimic es un antiguo héroe de tiempos pasados, y tiene competencias escondidas que podrían volver si es necesario.

- Bolo : El compañero de entrenamiento de Shantae, es un cabeza hueca y lento que no puede realmente razonar. Es rara vez alerta hasta que tiene una posibilidad para entrar en acción... muchas veces esperando volver a ser un héroe. Cómo combatiente, Bolo es muy eficaz y talentoso, como si se necesita permanecer en un estado de hibernación mental para estos momentos de competencia. A Bolo le gusta Risky Boots, y todo lo que se parece a una mujer, aunque considera Shantae como una hermana, lo que la protege de esta tendencia. Bolo suele servir de saco de boxeo o de delator para Rotty, Sky y Shantae. Mimic lo utiliza a veces como chico de recados, lo que conviene perfectamente a su mente simple.

- Sky: La mejora amiga y aliada de Shantae, Sky eleva pájaros de guerra, y su caza de huevos, muchas veces rentable, la lleva a las fronteras de Sequin Land. Sky espera que Shantae va a descubrir rápidamente el mundo y sus sorpresas. Sky es un tipo de ermitaña, siempre de viaje en lugares lejanos, por esta razón Sky y Shantae suelen ser reunidos por el destino más que durante visitas previstas. Aunque están separadas por las distancias, su amistad es fuerte, y la opinión de Sky es tan importante para Shantae que la de Tío Mimic. Sky tiene un pájaro de guerra, llamado Wrench, y rara vez se separan. Wrench es un arma peligrosa, perfectamente confiable, y puede obedecer a los órdenes de Shantae. Para alguna razón, piensa que Bolo es una presa, y aprovecha cualquier oportunidad para atacarle.

- Rottytops: Rotty es una mente libre... amistosa, energética e impetuosa. Pero es también no fiable, astuta y manipulativa. Le gusta fastidiar a la gente y orientarlos en la mala dirección. Es una guasón sin escrúpulos de un nivel casi-criminal. Pertenece al Clan de los Zombis, y es de viaje con ellos a través del país, aprendiendo informaciones sobre el mundo y amenazando a la gente de querer comer su cerebro. Tiene dos malos hermanos que parecen capaces de sacar lo peor de su naturaleza cuando están reunidos. Rotty es obsesionada con Shantae, y por el desafío de corromper su pura naturaleza.

## Modo de juego
En el juego controlamos a una semi-genio llamada Shantae, la cual tiene el don de convertirse en diferentes animales que le ayudarán a pasar diferentes obstáculos en el camino y luchar con enemigos. Además hará uso de sus habilidades tales como saltar y usar su cabellera como látigo.
El juego cuenta con detallados gráficos en 2D y destaca por sus fluidas animaciones.

## Recepción
Shantae tuvo una buena recepción por parte de la crítica. IGN le dio una puntuación de 9 de 10, y dijo que es una "maravillosa aventura de plataformas". GameSpot le dio un 7,7 de 10, llamándolo un "buen ejemplo" de juego de plataformas en una consola portátil. Sin embargo, Game Informer le dio un 3/10, diciendo que "el juego no es bastante interesante para mantener vuestra atención." Pero Ben Reeves del mismo sitio lo ha designado como el 15° mejor juego de Game Boy y lo considera pasado por alto. La revista Complex ha llamado Shantae el séptimo mejor videojuego de la Game Boy Color. GamesRadar ha dicho que Shantae estaba uno de los juegos que quería ver en la consola Virtual de la 3DS.

## Legado

### Secuelas
El 15 de septiembre de 2009, una secuela llamada Shantae: Risky's Revenge fue revelada cómo un título descargable para el DSiWare durante el Nintendo of America's 2009 Holiday con una fecha de lanzamiento inicialmente prevista en el cuarto trimestre de 2009. Los detalles de esta secuela en tres episodios fueron revelados en el número de noviembre de 2009 de Nintendo Power. Sin embargo, el proyecto de secuela en episodios fue descartado, y el juego completo fue lanzado en el DSiWare el 4 de octubre de 2010. El juego fue convertido después para el iOS.
Un tercero juego, Shantae and the Pirate's Curse, fue lanzado para el eShop de la Nintendo 3DS en octubre de 2014, y es previsto para la Wii U también.
Un cuarto título, Shantae: Half-Genie Hero, fue lanzado el 20 de diciembre de 2016 para Microsoft Windows, PlayStation 3, PlayStation 4, PlayStation Vita, Wii U, Xbox 360, y Xbox One; el juego fue financiado por el público via Kickstarter y PayPal, recibiendo casi $950 000, más de dos veces su objetivo inicial. El 8 de junio de 2017 fue lanzado también en la e-Shop de Nintendo Switch.
Un quinto título, llamado Shantae and the Seven Sirens, fue anunciado el 25 de marzo de 2019 a través de Twitter para PlayStation 4, Xbox One, Nintendo Switch, PC y Apple Arcade.

### Shantae Advance
Shantae Advance, también llamado Shantae 2: Risky Revolution, era otra secuela desarrollada para la Game Boy Advance, pero fue cancelada por falta de editor. Una demo del primer nivel fue desarrollada, y aunque el juego no fue publicado, WayForward ha mostrado en streaming una presentación completa de este juego el 3 de octubre de 2013, durante su campaña de Kickstarter para Half-Genie Hero.
Shantae Advance debió ser un juego con ocho capítulos y siete ciudades, seis islas y seis dédalos; la duración prevista era de aproximadamente 20 horas. Además del sistema de juego normal, seis minijuegos y un modo battle en multijugador fueron previstos.
Cuatro de los dédalos tenían como temática las cuatro estaciones; el primero, mostrado en el vídeo, tuve cómo temática el otoño, y su sala principal estaba llena de hojas de otoño. Un mini-boss recurrente del dédalo del otoño estaba un enemigo azul que durmió en un sarcófago hasta que el jugador lo abriera; pudio después atacar a Shantae azotándola ("spank"), y por eso estaba llamado "Spanky Joe" en el vídeo.
El argumento de Shantae Advance estaba que Risky y sus Tinkerbats, después de haber excavado debajo de Sequin Land para colocar un pilar en el medio, podrían hacer girarlo a voluntad. El modo de juego utilizaba este aspecto, alineando el primer plano con elementos del último plano, el jugador pudiera acceder a nuevas zonas.
Había nuevos elementos en el modo de juego de Shantae Advance, cómo la posibilidad de pasar del primer plano al último plano, la natación, el vuelo en 3D sobre la espalda del pájaro de Sky, Wrench, y nuevas transformaciones para Shantae; incluso un cangrejo y una sirena; esta última transformación ahora es disponible en Risky's Revenge, mientras que el equipo piensa en devolver el cangrejo en Half-Genie Hero.
Cómo para el juego de origen, Shantae Advance fue desarrollado por Matt Bozon en su tiempo libre.